# 本間沙智子
本間沙智子（日语：／ Honma Sachiko，12月1日—）是一名日本女性聲優，東京都出身，81 Produce所屬。

## 簡歴
畢業於Amusement Media綜合學院Master第8期生。自2018年4月1日起隸屬於81 Produce。

## 人物
興趣是攝影和製作甜點。專長是單簧管演奏。喜歡吉卜力作品。持有的證照為照顧服務員。

## 演出作品
※粗體字為主要角色。

### 電視動畫
2020年
- 社長，戰鬥的時間到了！（便當店）
- 22/7（老闆娘）

2021年
- 龍先生，想要買個家。（格賴埃C）
- 燒窯的話也要馬克杯（審査員）

2022年
- 夏日時光（汐見）
- 百萬噸級武藏 第2期（アナ）

2023年
- 妖怪手錶♪（母）
- World Dai Star（審査員B）
- まめきちまめこニートの日常（母友）
- 七大罪 啟示錄四騎士（村人）
- 聖女魔力無所不能（老闆娘）
- 破滅的王國（貴女情報收集班）
- 偶像大師 百萬人演唱會！（母親[5]）

2024年
- 夢想成為魔法少女（小孩C）
- 最弱魔物使開始了撿垃圾之旅。（老闆娘、産婆、女性店員）
- 治癒魔法的錯誤使用法～奔赴戰場的回復要員～（中年女性）
- 搖曳露營△ SEASON3（老闆娘）
- 亦葉亦花（瑪麗亞·阿維羅）

2025年
- 前橋魔女（巧可的祖母）
- 炎炎消防隊 參之章（商人）

### 劇場版動畫
2023年
- 妖怪ウォッチ♪ ジバニャンvsコマさん もんげー大決戦だニャン（母）

### 遊戲
2015年
- 爆走！怪物衝刺

2017年
- 小魔女學園 時空魔法與七大不可思議

2024年
- 聖獸之王（傭兵/ NPC）

## 備註
1. 1 2 3 4 5 6 7  .   [2023-12-24]. （原始内容存档于2023-03-10）.
2. 1 2 3 4  . ザテレビジョン.   [2021-08-31]. （原始内容存档于2021-12-10）.
3. 1 2 3  .   [2021-08-31]. （原始内容存档于2022-09-11）.
4. ↑  . 81プロデュース. 2018-04-02  [2023-12-24]. （原始内容存档于2023-11-21）.
5. ↑  , バンダイナムコエンターテインメント: 26, 2023-09-29

## 外部連結
- 本間沙智子的X（前Twitter）